# Claude-Xavier Caroillon des Tillières
Pour les autres membres de la famille, voir Famille Caroillon.
Claude-Xavier Caroillon des Tillières (14 mars 1748, Langres - 24 mai 1814, Paris), dit aussi Caroillon-Destillières est un financier, industriel et spéculateur français, actif sous l'Ancien Régime, la Révolution française et le Premier Empire. Il créa une immense fortune en participant aux entreprises de la Bande noire.
Il était actionnaire de la Compagnie des Indes à sa liquidation en 1793.

## Biographie
Caroillon des Tillières était l'un des quatre fils de Nicolas Caroillon, receveur général et négociant, qui avait fait une grande fortune. 
Il est élève chez les Jésuites de Valleroy-le-Sec, près de Pont-à-Mousson.
Les quatre frères avaient créé une société, dans laquelle Denis Diderot était associé, qui exploitait des forges en Normandie. La société fut dissoute au début de la Révolution française et Claude-Xavier se brouilla avec son frère aîné, Abel Caroillon de Vandeul.
Il devient maître de forges du comte d'Artois en 1774, puis fermier général de Monsieur frère du roi.
En 1786, il est pourvu de la charge anoblissante de secrétaire du roi maison et couronne de France, et obtint de d'Hozier le règlement de ses armoiries. 
En 1788, mandataire de l'héritier de la duchesse de Kingston, le colonel Philip Glower of Wispington, il lui acheta le château de Sainte-Assise à Seine-Port (actuel département de Seine-et-Marne). 
En 1790, il fut nommé commandant en chef des trois compagnies de la Garde nationale constituées par les communes de Saint-Port (Seine-Port) et Cesson. Dans la chapelle du château, il épousa le 9 février 1791 Françoise Aimée Magallon d'Amirail, fille d'un officier planteur de Saint-Domingue. 
Brièvement emprisonné sous la Terreur mais fut libéré par le 9 thermidor.
Caroillon des Tillières entreprit de morceler le domaine constitué par Madame de Montesson. Il vendit la maison de celle-ci dans le village, céda en 1794 le potager à Charles Louis Cadet de Gassicourt, pharmacien et homme de lettres et la ferme hollandaise au chirurgien Jean-Jacques Segard. En 1795, il vendit la pompe à feu et la petite maison située en haut du parc, les pavillons encadrant la grille d'honneur, puis échangea enfin avec Guillaume-Joseph de Casaux le château et ce qui restait du parc contre un château situé près de Tournan-en-Brie.
En 1801, Caroillon des Tillières acheta le château de Pontchartrain et les terres en dépendant à Jouars-Pontchartrain et Maurepas. Il fit transformer les jardins à la française en jardins paysagers par Louis-Martin Berthault. 
La même année, il acheta également le château du Raincy qui était alors loué au munitionnaire Gabriel-Julien Ouvrard. Ce dernier l'acheta en 1806 mais fit banqueroute l'année suivante si bien que Caroillon des Tillières recouvra le château qu'il loua au général Junot.
Il aurait aussi acquis le château de Châteauneuf-sur-Cher.
À sa mort en 1814 Caroillon des Tillières laissait une immense fortune et une fille unique, Aimée Carvillon des Tillières, qui, bien que dotée d'un physique peu avantageux, fut convoitée par les meilleurs partis de France. 
Elle les éconduisit tous, même le duc de Rohan, et finit par épouser en 1817 le comte d'Osmond, frère de la comtesse de Boigne. Elle tint, sous la monarchie de Juillet, un salon élégant.